# 18617 Puntel
18617 Puntel è un asteroide della fascia principale. Scoperto nel 1998, presenta un'orbita caratterizzata da un semiasse maggiore pari a 2,1404737 UA e da un'eccentricità di 0,0643329, inclinata di 3,08513° rispetto all'eclittica.